# Steinar Pedersen
Steinar Pedersen est un footballeur norvégien, né le 6 juin 1975 à Kristiansand en Norvège. Il évoluait comme arrière droit.

## Sélection nationale
- Norvège : 1 sélection

Steinar Pedersen obtient son unique sélection le 29 janvier 2006 contre les États-Unis au cours d'un match amical perdu par les Norvégiens (0-5). Pedersen, qui est titulaire lors de ce match, paye le prix de cette sévère défaite et ne reverra plus la sélection norvégienne. 

## Palmarès
Borussia Dortmund
- Vainqueur de la Ligue des Champions (1) : 1997 (2 matchs disputés)

 IK Start
- Champion de D2 norvégienne (2) : 2004